# Viertola
Viertola (en suédois : Bäckby)  est un quartier du district de Tikkurila de Vantaa en Finlande,.

## Description
Viertola est situé à l'ouest de Tikkurila et au nord du quartier Suutarila d'Helsinki. 
Ses autres quartiers voisins sont Koivuhaka et Simonkylä.
Avec Tikkurila, on dit que Viertola forme le centre du district.
Viertola compte de nombreuses maisons individuelles, mais il y a aussi plusieurs immeubles résidentiels, entre autres, le long de Talvikkitie et de Tikkurilantie. 
Le nombre des nouvelles constructions à Viertola a été important : entre 2000 et 2018, plus de 1 600 nouveaux appartements ont été achevés dans le quartier, dont la majorité sont des immeubles résidentiels. 
Environ 50 % du parc immobilier sont occupés par leur propriétaire.
Fin 2020, Viertola comptait 7 700 habitants.

## Galerie

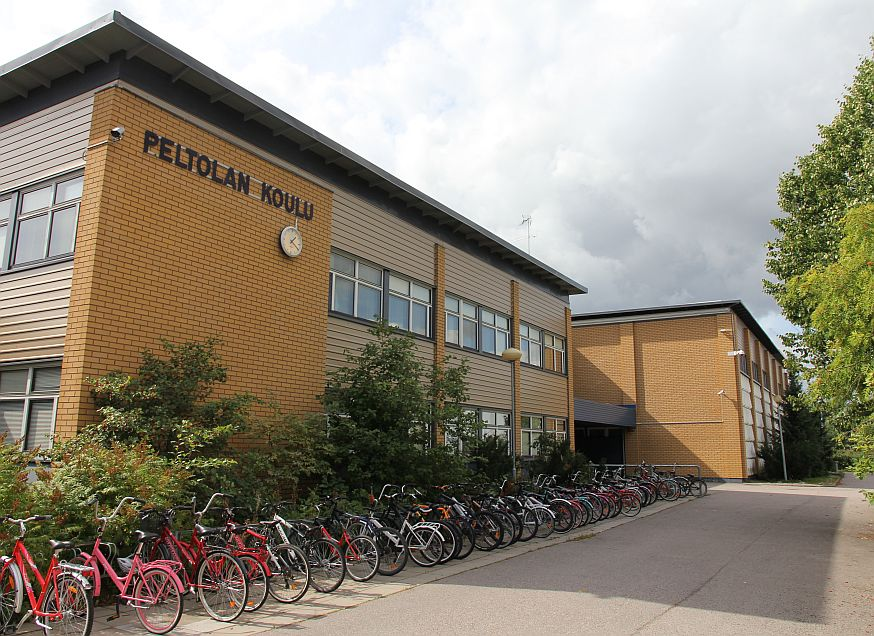
École de Peltola dans le parc sportif de Tikkurila.
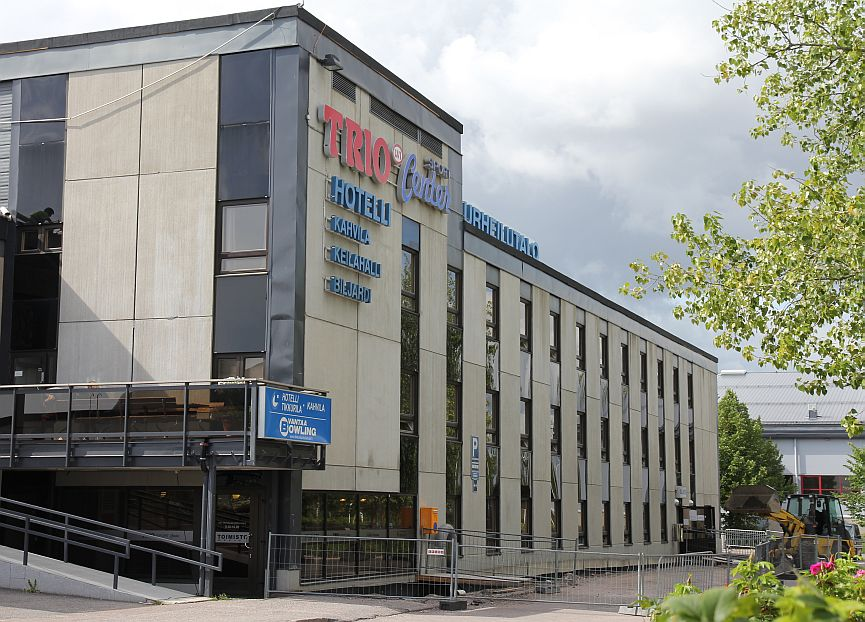
Centre sportif de Tikkurila.
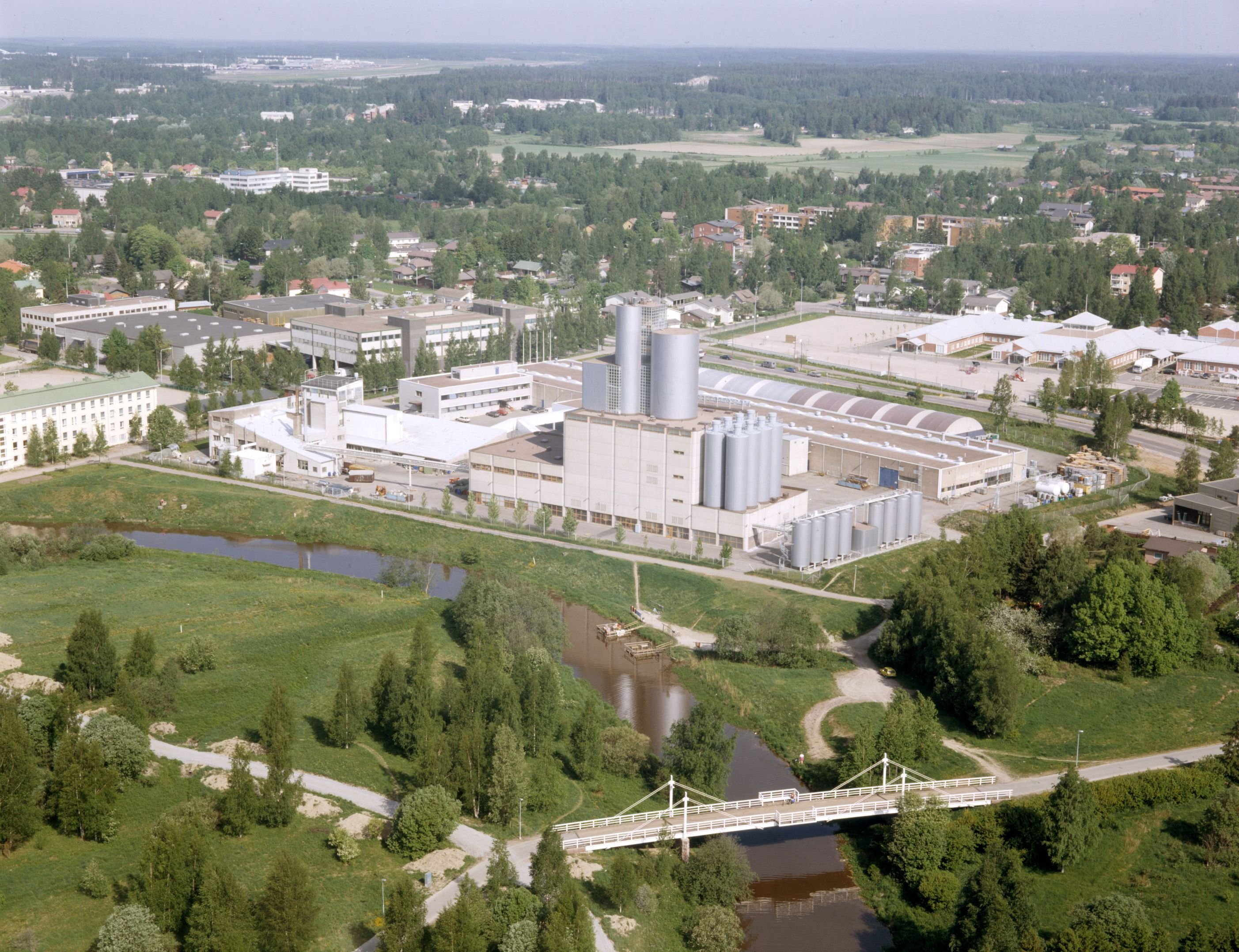
Savonnerie Hackman.
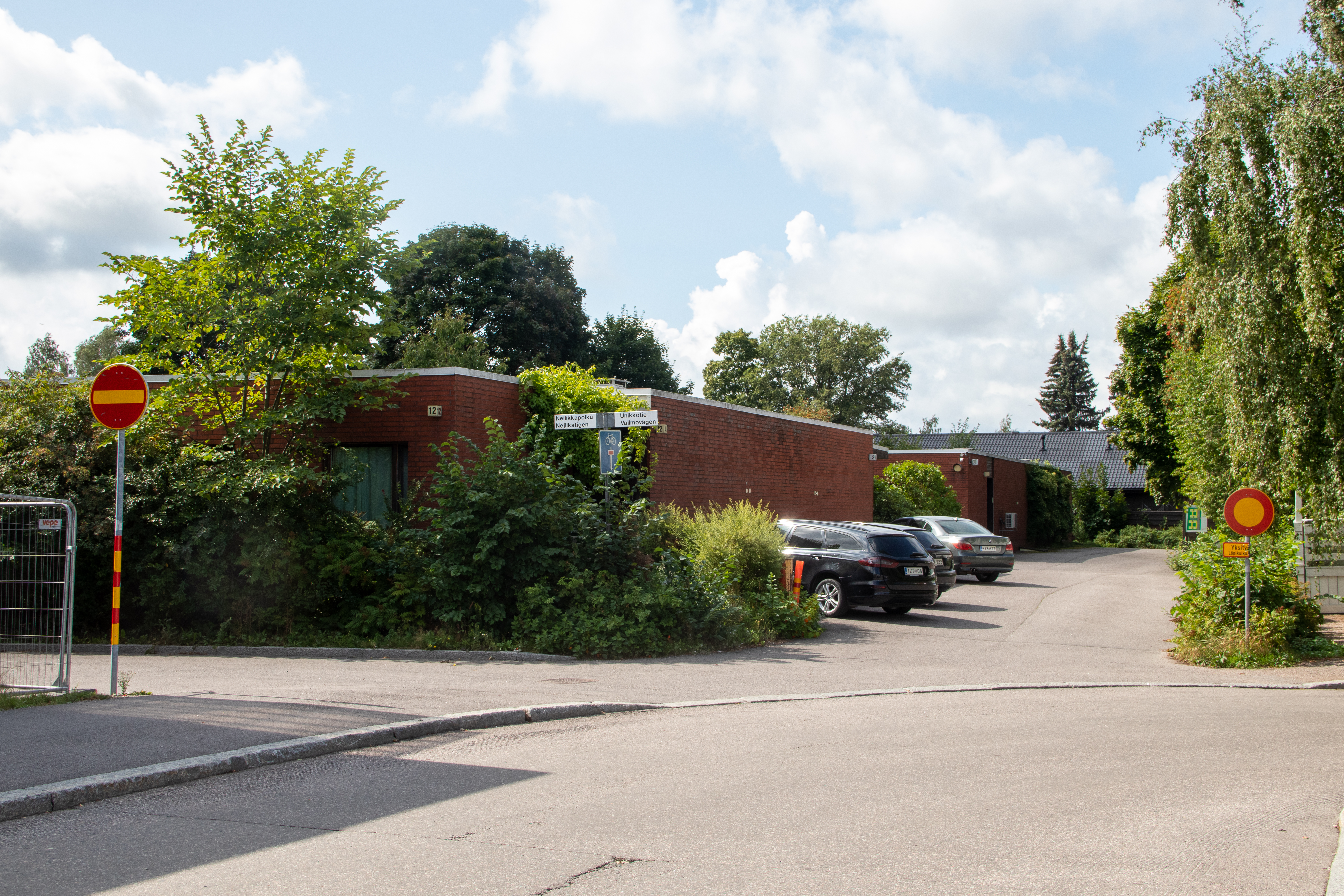
Zone résidentielle rue Unikkotie.